# Pelophylax porosus
La Rana Daruma (Pelophylax porosus) es un anfibio anuro de la familia Ranidae. Tiene dos subespecies, P. porosus porosus (Rana Daruma de Tokio) que se encuentra el en norte de la isla de Honshū y P. porosus brevipodus Ito, 1941 (Rana Daruma de Nagoya) que se encuentra en el sur de la isla de Honshū y en la región de Shikoku. Es un endemismo de Japón. Los machos tienen una longitud de 3,5 a 6,2 cm y las hembras de 3,7 a 7,3 cm. Su hábitat natural es las praderas templadas, ríos, marismas de agua dulce, estanques, regadíos, canales y diques. No se considera amenazada.

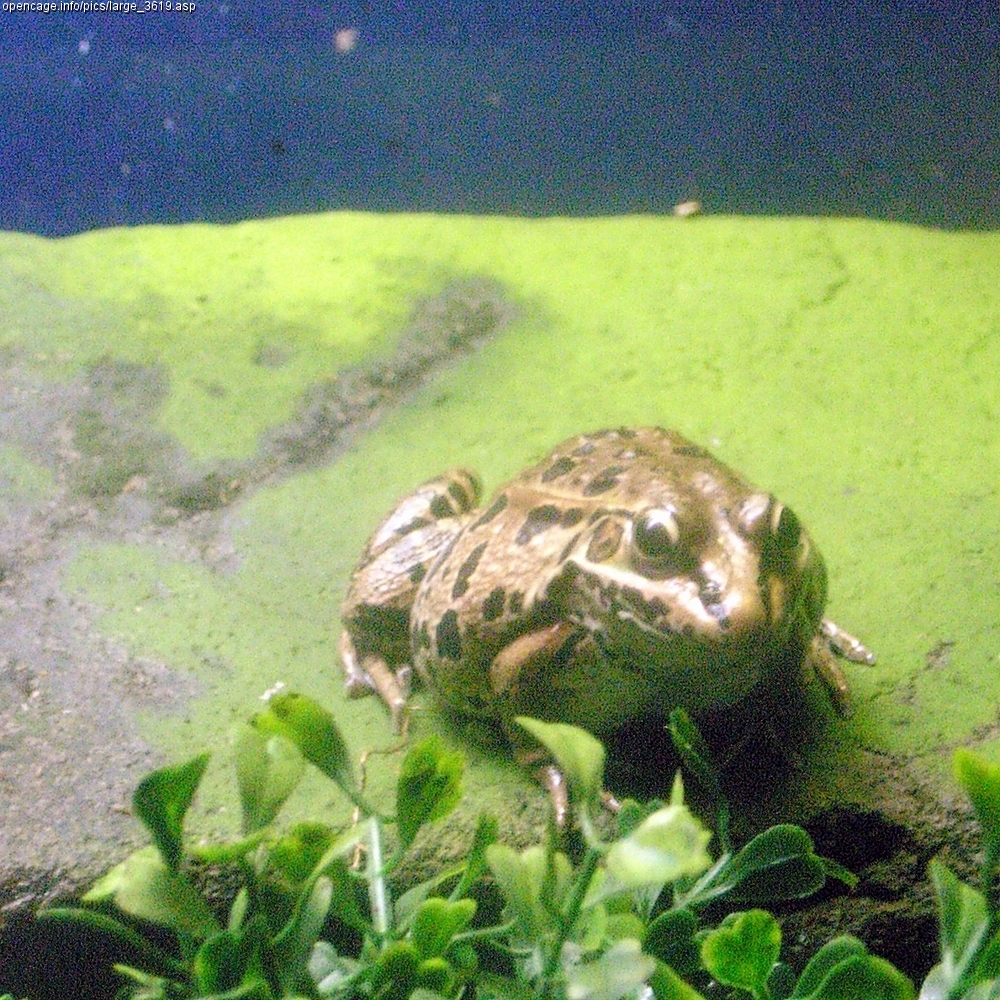
Pelophylax porosus

La subespecie Pelophylax porosus brevipoda es de las más amenazadas. Desde 2003, los intentos de reintroducción se están realizando en la región de Hiroshima. 

## Publicación original
- Cope, 1868 : An examination of the Reptilia and Batrachia obtained by the Orton Expedition to Equador and the Upper Amazon, with notes on other species. Proceedings of the Academy of Natural Sciences of Philadelphia, vol. 20, p. 96-140 (texto íntegro).